# Opisthocomidae
Opisthocomidae là họ chim duy nhất trong bộ Opisthocomiformes chỉ còn có một loài còn sinh tồn là gà móng hoang dã (Opisthocomus hoazin) sinh sống ở lưu vực sông Amazon và châu thổ Orinoco ở Nam Mỹ.
Nhiều loài hóa thạch được cho là có quan hệ họ hàng gần với Opisthocomus hoazin đã được miêu tả, bao gồm:
- Hoazinoides magdalenae[1][2]: sống vào giữa thế Miocen (14-12 triệu năm trước) tại nơi ngày nay là Colombia.
- Namibiavis senutae[3]: sống vào đầu giữa thế Miocen (17,5-17 triệu năm trước) tại nơi ngày nay là Namibia.
- Hoazinavis lacustris[4]: sống vào cuối thế Oligocen và đầu thế Miocen (24-22 triệu năm trước) tại nơi mà ngày nay là bang São Paulo, Brasil.
- Protoazin parisiensis[5]: sống vào cuối thế Eocen (38-34 triệu năm trước) ở Pháp.
- Foro panarium[6]: sống vào đầu thế Eocen (khoảng 48 triệu năm trước) ở Hoa Kỳ. Phân tích phát sinh chủng loài của Field & Hsiang (2018) chỉ ra rằng Foro panarium có quan hệ họ hàng gần với Musophagiformes nhưng không gần với Opisthocomidae.[7]
- Onychopteryx simpsoni[8]: sống vào đầu thế Eocen (khoảng 48 triệu năm trước) ở Argentina. Có lẽ là một nomen dubium.

## Phát sinh chủng loài
Dựa theo Mayr & De Pietri (2014).
|  | †Protoazin                                                   |
|  |                                                              |
|  | \| \| †Hoazinavis \| \| \| \| \| \| Opisthocomus \| \| \| \| |
|  |                                                              |
|  | †Hoazinavis                                                  |
|  |                                                              |
|  | Opisthocomus                                                 |
|  |                                                              |

|  | †Hoazinavis  |
|  |              |
|  | Opisthocomus |
|  |              |

|  | †Protoazin                                                   |
|  |                                                              |
|  | \| \| †Hoazinavis \| \| \| \| \| \| Opisthocomus \| \| \| \| |
|  |                                                              |
|  | †Hoazinavis                                                  |
|  |                                                              |
|  | Opisthocomus                                                 |
|  |                                                              |

|  | †Hoazinavis  |
|  |              |
|  | Opisthocomus |
|  |              |